# Юнтай
Юнта́й (кит. упр. 永泰, пиньинь Yǒngtài) — уезд городского округа Фучжоу провинции Фуцзянь (КНР).

## История
Уезд был выделен в 766 году, во времена империи Тан, из уезда Хоугуань, получив название по действовавшему в тот момент девизу правления. В 933 году, в эпоху Пяти династий и десяти царств, когда эти земли находились в составе государства Поздняя Тан, из него был выделен уезд Дэхуа. Во времена империи Сун в 1102 году из-за практики табу на имена в связи с тем, что император Чжэ-цзун был похоронен в кургане Юнтай, уезд Юнтай был переименован в Юнфу (永福县). После Синьхайской революции в Китае была проведена сверка названий уездов в масштабах страны и выяснилось, что в провинции Гуанси также существует уезд Юнфу, поэтому в 1914 году уезду Юнфу провинции Фуцзянь было возвращено название Юнтай.
После образования КНР в 1949 году был создан Специальный район Миньхоу (闽侯专区), и уезд вошёл в его состав. В 1956 году Специальный район Миньхоу был упразднён, и уезд перешёл в состав Специального района Цзиньцзян (晋江专区). В 1959 году Специальный район Миньхоу был воссоздан, и уезд вернулся в его состав. В 1970 году власти Специального района Миньхоу переехали из уезда Миньхоу в уезд Путянь, и Специальный район Миньхоу был в 1971 году переименован в Округ Путянь (莆田地区).
Постановлением Госсовета КНР от 18 апреля 1983 года уезд был передан под юрисдикцию властей Фучжоу.

## Административное деление
Уезд делится на 9 посёлков и 12 волостей.

## Экономика
В уезде развито сельское хозяйство, в том числе птицеводство (утиные фермы компании Guangyang Egg Industry).